# Sprengel Museum Hannover
Sprengel Museum Hannover (Muzeum im. Sprengela) – muzeum sztuki znajdujące się w Hanowerze. Otwarte w 1979 roku należy do największych w Niemczech, jeśli chodzi o zbiory sztuki XX i XXI wieku, w tym zwłaszcza niemieckiego ekspresjonizmu i francuskiego modernizmu. Sztukę współczesną reprezentują dzieła Kurta Schwittersa i Niki de Saint Phalle.

## Historia

### XX wiek
Historia muzeum zaczęła się w 1969 roku, gdy Bernhard Sprengel podarował miastu Hanower swój bogaty zbiór sztuki nowoczesnej proponując również znaczną sumę pieniędzy na rzecz budowy odpowiedniego muzeum. Miasto i rząd Dolnej Saksonii postanowili podjąć się wspólnie budowy i funkcjonowania placówki. Architekci Peter i Ursula Trint z Kolonii wraz z Dieterem Quastem z Heidelbergu zaprojektowali główny budynek muzeum, które otwarto w 1979 roku, a następnie jego rozbudowę, ukończoną w 1992 roku. Sprengel Museum Hannover połączyło zbiory Sprengela ze zbiorami miasta i regionu, co w efekcie dało mu pozycję jednego z najważniejszych centrów sztuki współczesnej w Niemczech. 

### XXI wiek

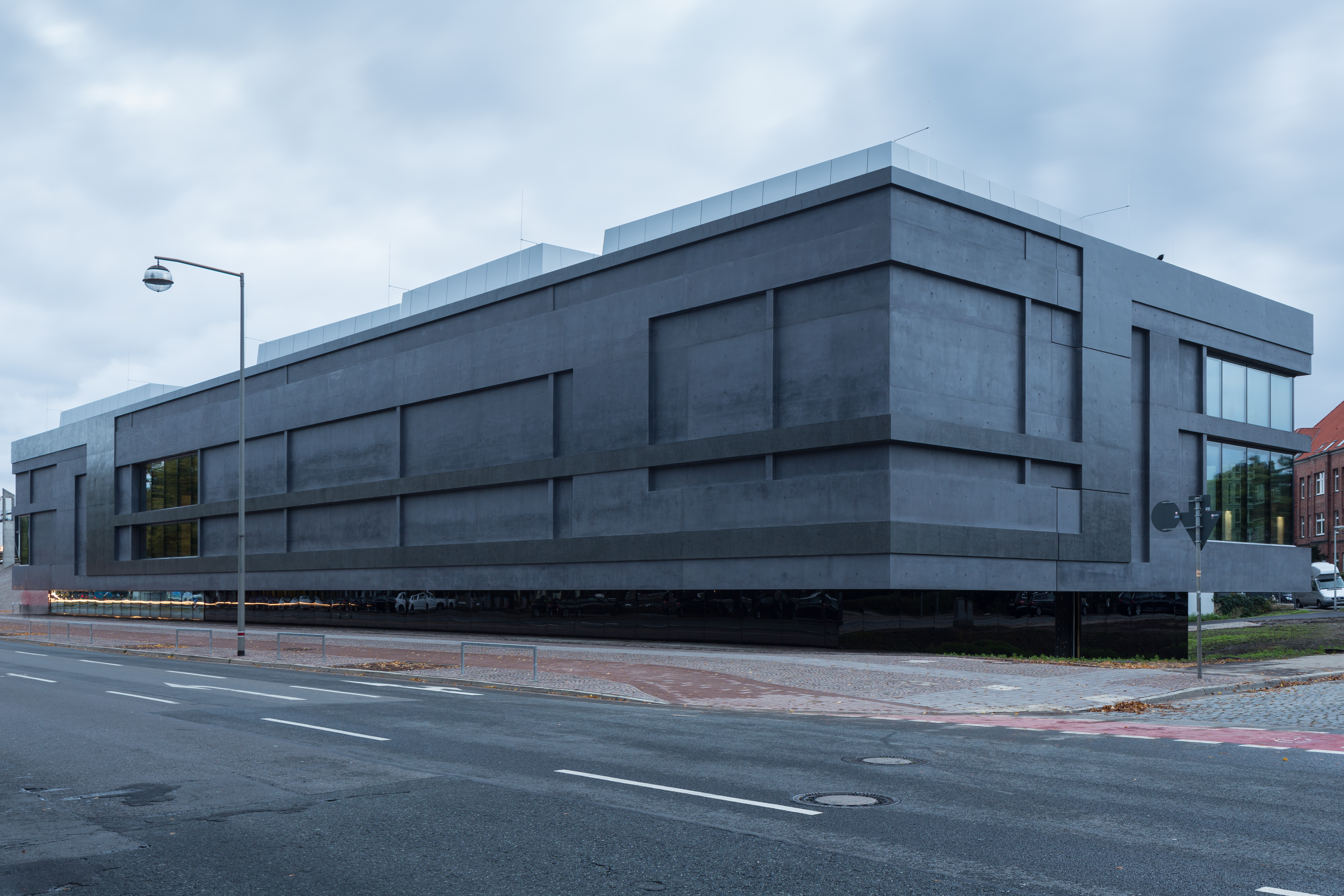
Najnowszy budynek muzeum, oddany do użytku 18 września 2015

W 2000 roku Niki de Saint Phalle, która zdobyła rozgłos dzięki swej rzeźbie Nana, wzbogaciła zbiory muzeum, przekazując na jego rzecz darowiznę, na którą złożyło się ponad 400 prac, reprezentujących wszystkie fazy jej twórczości: asamblaże, obrazy-tarcze strzelnicze, rzeźby i rysunki.
W marcu 2010 roku zarząd muzeum podjął decyzję o jego rozbudowie. Ogłoszony konkurs architektoniczny wygrał projekt Marcela Meili z biura architektonicznego Meili + Peter z Zurychu. Koszt projektu wyceniono na 25 milionów euro, a początek prac zaplanowano na koniec 2011 roku. Prace ruszyły ostatecznie w lutym 2012 roku. 1 lipca 2015 roku zakończono roboty budowlane, a 18 września dokonano otwarcia obiektu w obecności premiera Dolnej Saksonii Stephana Weila, nadburmistrza Hanoweru Stefana Schostoka oraz zaproszonych gości. Dzięki nowemu obiektowi muzeum zyskało 5250 m² powierzchni, w tym 1400 m² powierzchni wystawowej.
W międzyczasie w maju 2013 roku zarząd muzeum wybrał nowego dyrektora, 48-letniego historyka sztuki Reinharda Spielera, który 1 lutego 2014 roku zastąpił dotychczasowego szefa placówki, Ulricha Krempela, sprawującego tę funkcję przez ostatnie 20 lat. 

## Fundacja
W 2001 roku Lola Schwitters, synowa Kurta Schwittersa i wdowa po Ernscie Schwittersie założyła fundację ich imienia, Kurt und Ernst Schwitters Stiftung, która ma swoją siedzibę w Muzeum im. Sprengela. Fundacja jest organizacją non-profit, zorganizowaną na podstawie prawa cywilnego Rechtsfähige Stiftung bürgerlichen Rechts.

## Zbiory
Eksponaty są uporządkowane tematycznie: niemiecki ekspresjonizm, francuski kubizm, powojennej sztuka abstrakcyjna, minimalizm, informel, nowy realizm, sztuka konceptualna i postminimalizm. Najnowszymi nabytkami, które wzbogaciły muzealną kolekcję są fotografia i nowe media. Największą część kolekcji stanowi sztuka nowoczesna, reprezentowana głównie przez obrazy i rzeźby z pierwszej połowy XIX wieku, stworzone przez takie ugrupowania, jak: Die Brücke i Błękitny Jeździec, ruchy (surrealizm, kubizm) i indywidualności (Otto Dix, Umberto Boccioni). Muzeum posiada również prace takich artystów jak: Pablo Picasso, Fernand Léger, Max Ernst, Emil Nolde, Paul Klee i August Macke i Max Beckmann. Okres 1920–1939 reprezentuje unikalna kolekcja dzieł Kurta Schwittersa i jedyny w swoim rodzaju Gabinet abstrakcji Ela Lissitzky’ego. Kolekcje uzupełniają znaczące zbiory dzieł takich twórców jak: Hans Arp, Lyonel Feininger, Ernst Wilhelm Nay, Emil Schumacher, Keith Sonnier i James Turrell.

## Galeria

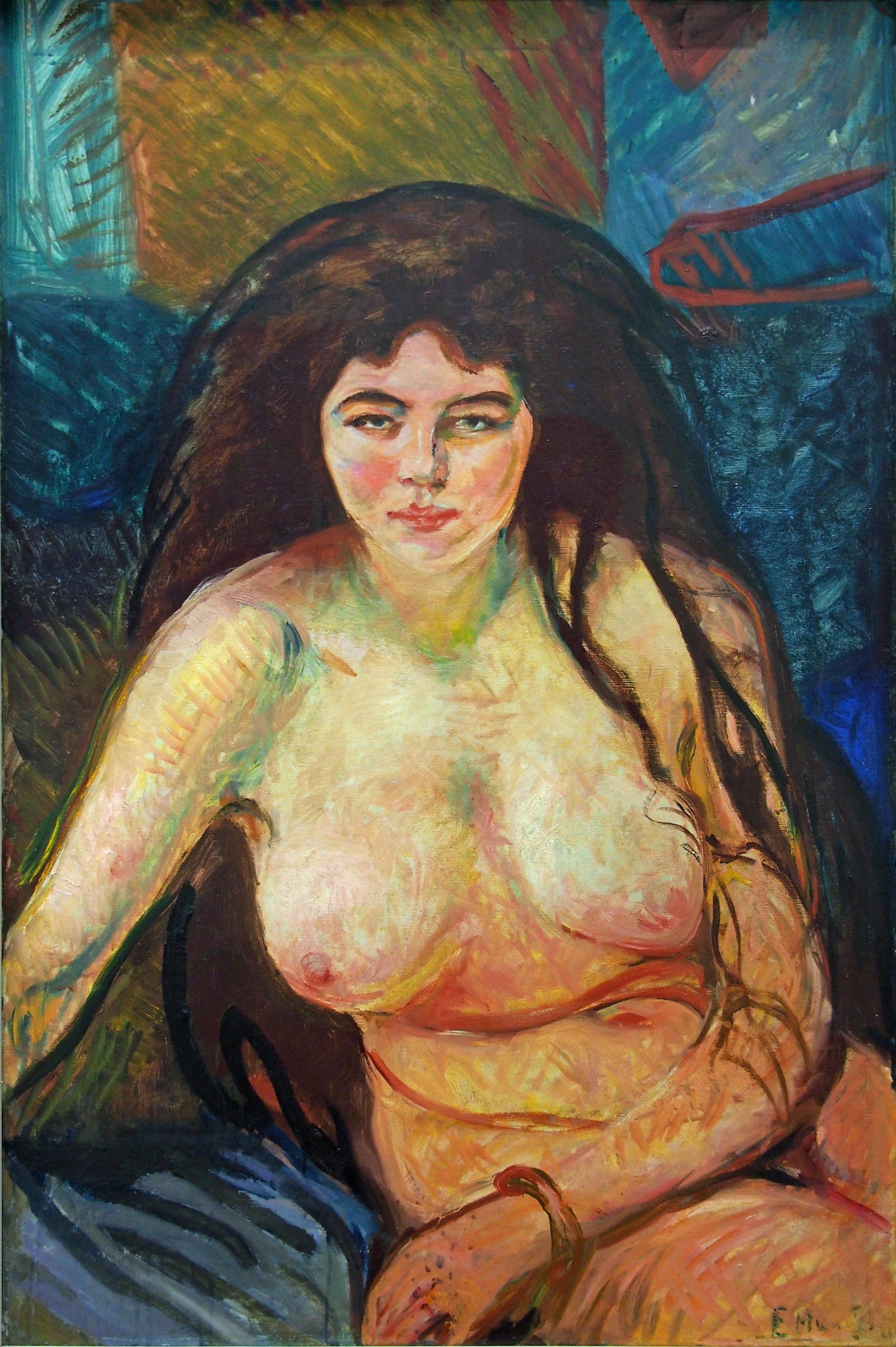
Edvard Munch, Półakt kobiecy, 1902
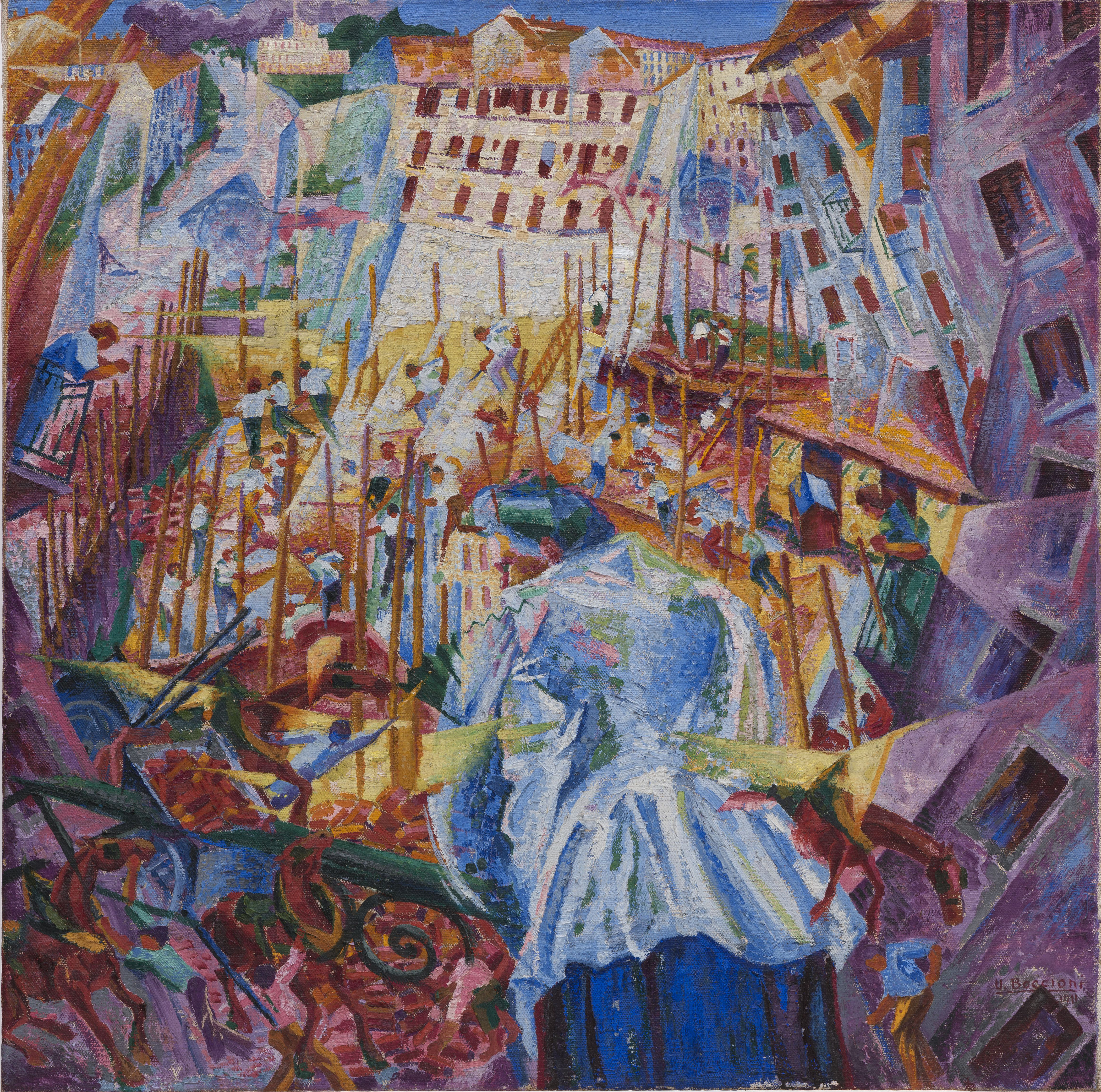
Umberto Boccioni, Ulica wchodzi do domu, 1911
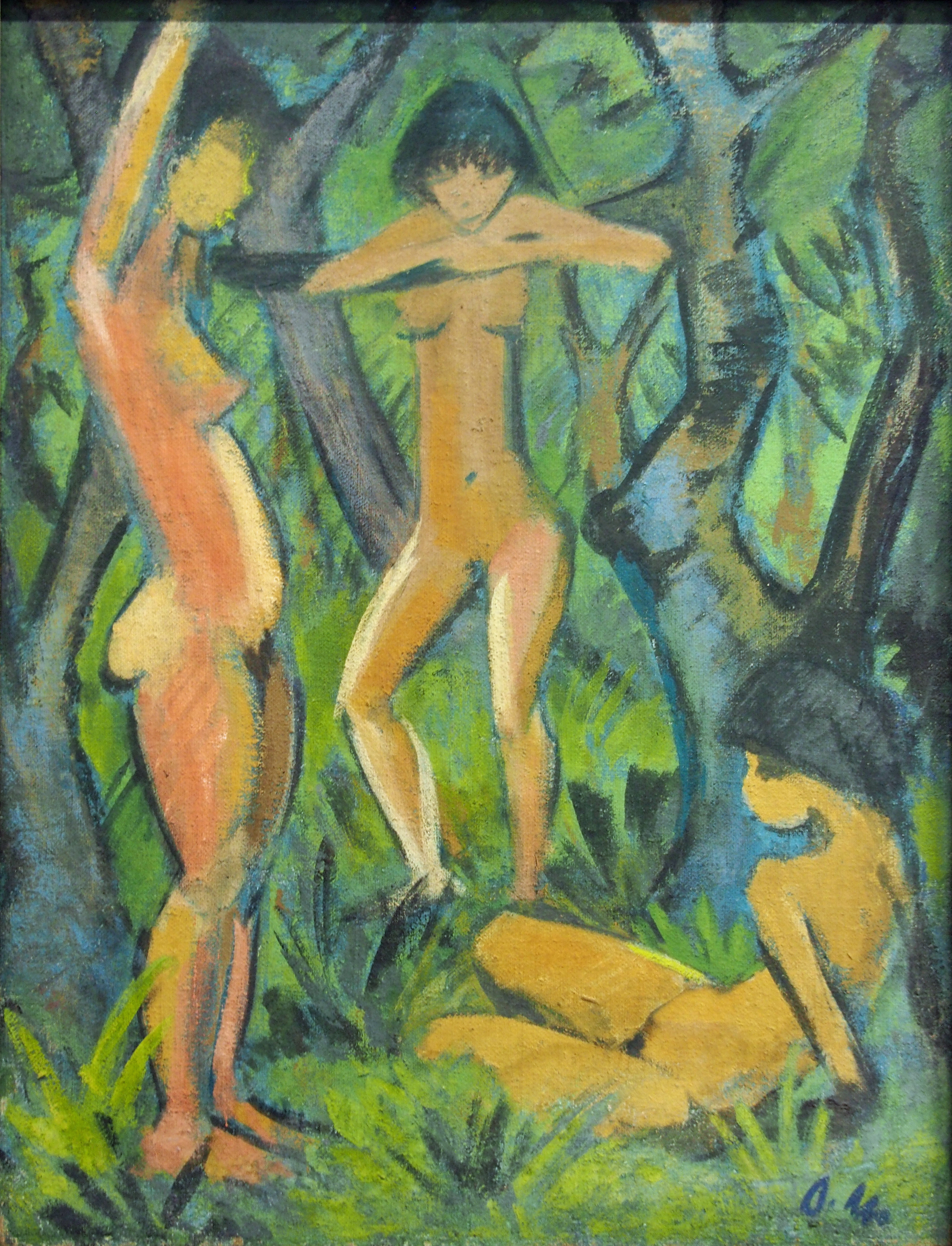
Otto Mueller, Trzy akty w lesie, 1911
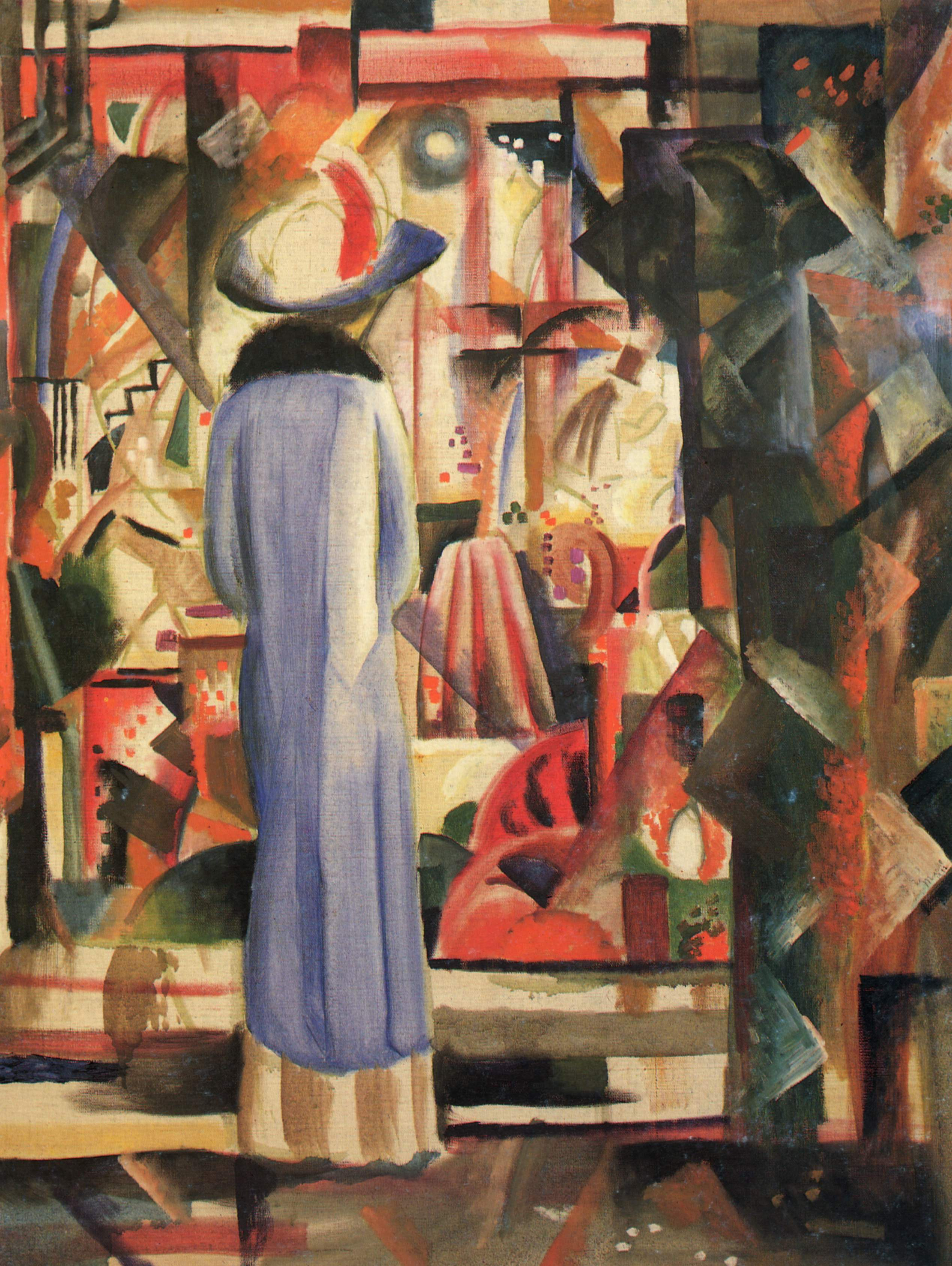
August Macke, Duże, jasne okno wystawowe, 1912
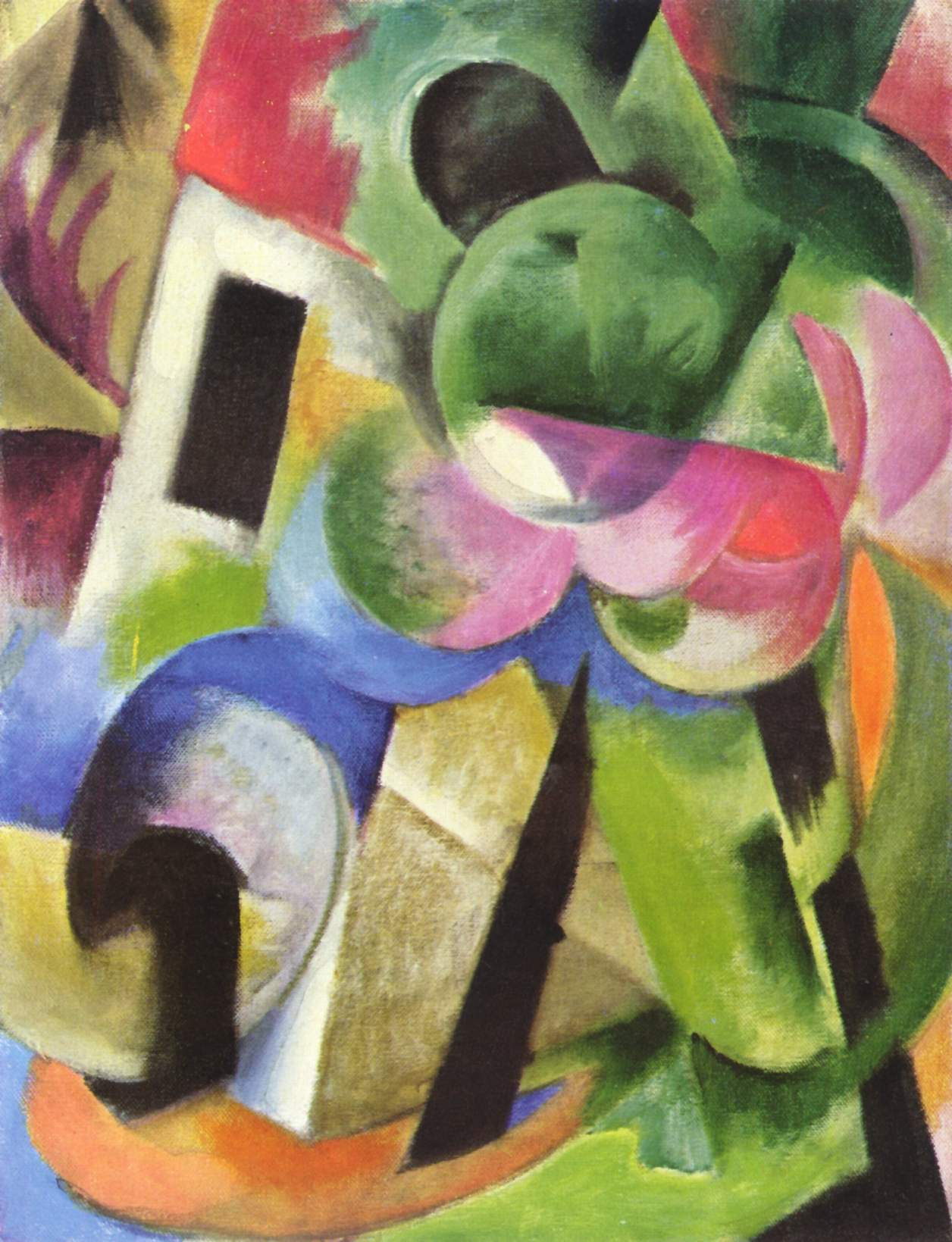
Franz Marc, Mała kompozycja (II) (Dom z drzewami), 1914
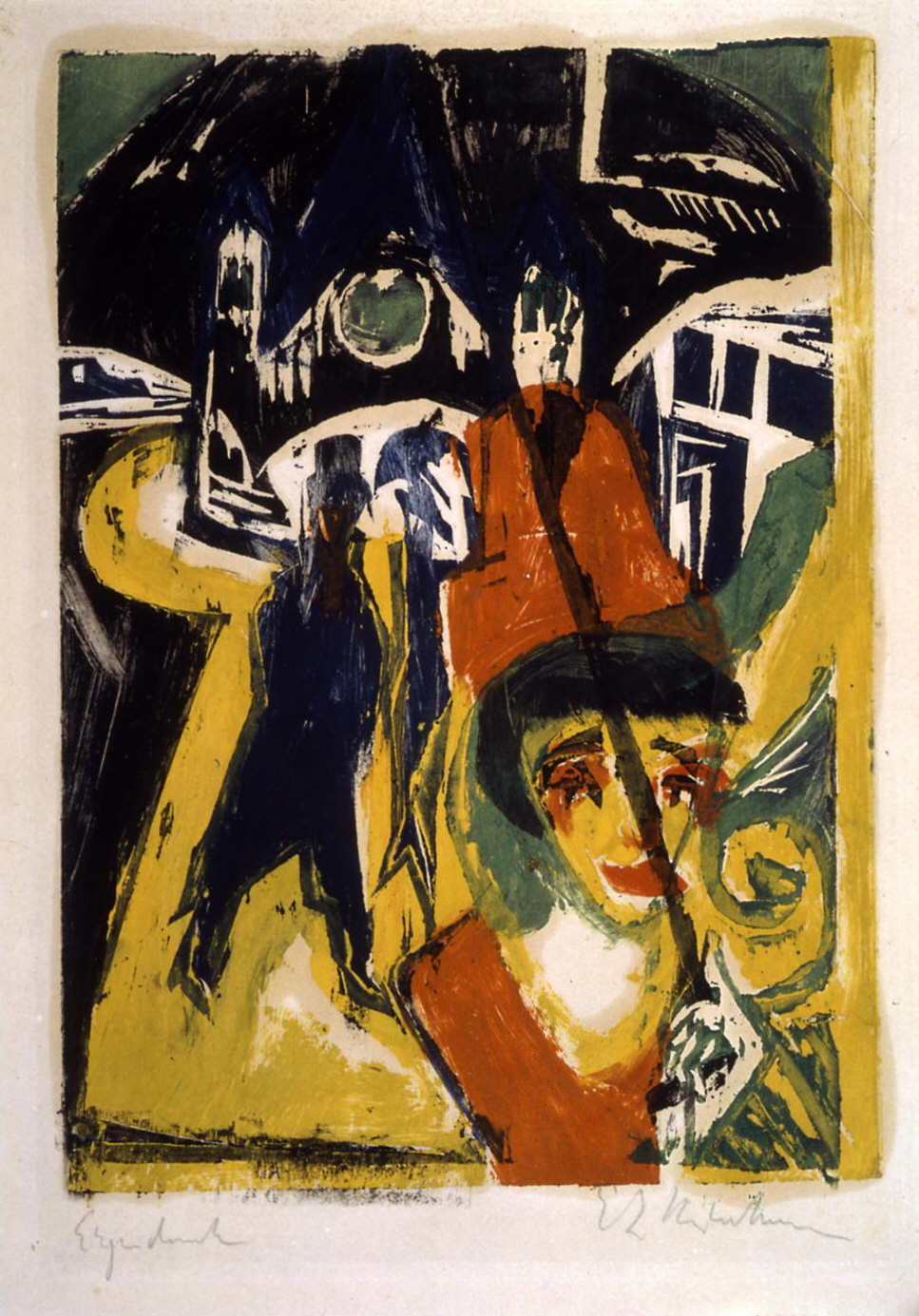
Ernst Ludwig Kirchner, Kokoty na ulicy, 1915